# G29-38
G29-38 (Giclas 29-38; ZZ Piscium / ZZ Psc) è una nana bianca situata nella costellazione dei Pesci, variabile del tipo ZZ Ceti.
La variabilità di G29-38 fu scoperta per la prima volta nel 1974 ed è dovuta, come per tutte le nane bianche del tipo ZZ Ceti, a delle pulsazioni non radiali dell'astro causate da onde gravitazionali. Tali pulsazioni fanno sì che la luminosità della stella vari anche del 30%.
Si tratta di una nana bianca piuttosto giovane e calda, che si sarebbe formata in tempi relativamente recenti (circa 600 milioni di anni) a partire da una stella AGB.

## Il disco di detriti

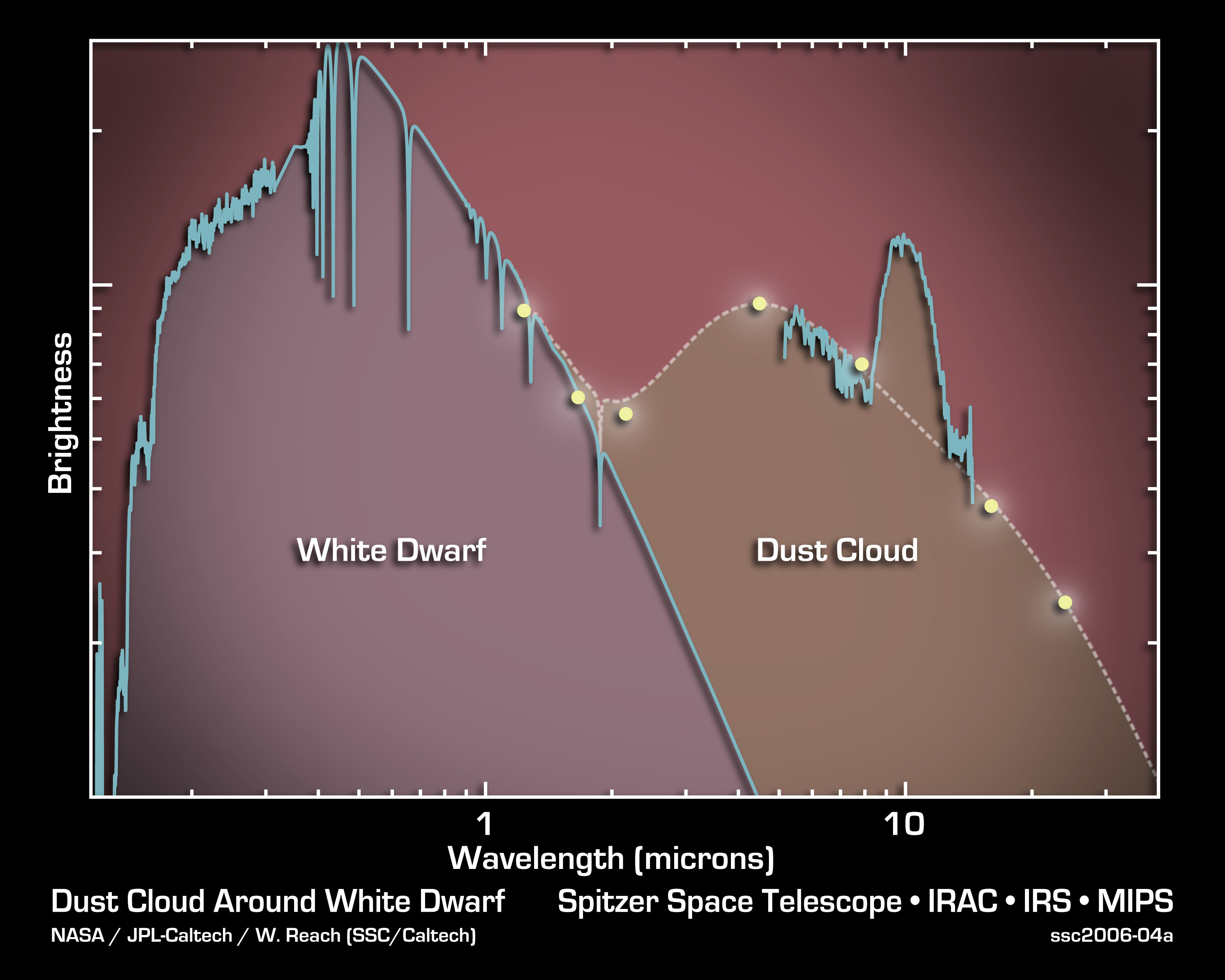
Lo spettro di G29-38 elaborato tramite i dati del telescopio spaziale Spitzer.

La presenza di materiale detritico in orbita attorno a G29-38 è stata scoperta verso la fine degli anni 1980 grazie ad osservazioni nell'infrarosso, che mostrarono un sostanziale picco di emissione alle lunghezze d'onda di 2 e 5 µm. Inizialmente questo eccesso di radiazione infrarossa venne imputato alla presenza di una nana bruna simile a Giove, con una temperatura di 1200 K ed un raggio di 0,15 R⊙; tuttavia, le osservazioni successive non confermarono la presenza di questo oggetto.
Le osservazioni nell'infrarosso condotte nel 2004 dal telescopio spaziale Spitzer della NASA hanno indicato in orbita attorno alla nana bianca la presenza di una nube di polveri che sarebbe stata originata dalla distruzione, ad opera di forze mareali, di una cometa passata al periastro troppo vicina alla nana. La scoperta potrebbe essere indizio del fatto che G29-38 sia ancora orbitata da una cintura di comete sopravvissute e, presumibilmente, anche da pianeti esterni.